# Manuela Ramin-Osmundsen
Manuela Myriam Henri Ramin-Osmundsen (Antony, 15 de julio de 1963) es una política franco-noruega, militante del Partido Laborista, y Ministra de Infancia y Equidad entre 2007 y 2008. En 2008, fue el centro de un escándalo político, que llevó a su renuncia forzada en su cargo de ministra, a casi cuatro meses de haber asumido el cargo.

## Primeros años y educación
Nacida en Antony, en el ahora extinto departamento de Sena en Francia, en el seno de una familia proveniente del departamento de ultramar Martinica. Su madre, Annie Ramin, había sido directora del hospital universitario regional de Fort-de-France. Manuela vivió en Francia hasta 1991, cuando se estableció finalmente en Noruega con su esposo noruego. Obtuvo una licenciatura en derecho de la Universidad de Panthéon-Assas, especializándose en derecho de la Unión Europea y es abogada miembro del Colegio de Abogados de París. Posteriormente se tituló en educación especial, en la Escuela Superior de Oslo.

## Carrera política
En 1995 trabajó como abogada para el Ministerio de Justicia  y la Policía, que ejerció hasta 1998, cuando se convirtió en la directora del Centro contra la Discriminación Étnica (SMED), una agencia gubernamental que proporciona asistencia jurídica gratuita a aquellas personas que hayan sido víctimas de discriminación. Luego volvió a trabajar en el departamento de Justicia antes de trabajar como asesora política en el Ministerio de Asuntos Internacionales. En el otoño de 2005, comenzó a militar en el Partido Laborista. Entre el 17 de marzo y el 21 de mayo de 2006, fue directora del Directorio de Inmigración Noruego.
El 18 de octubre de 2007, Ramin-Osmundsen fue nombrada Ministra de Infancia y Equidad durante el segundo gobierno de Jens Stoltenberg, reemplazando a la ministra saliente Karita Bekkemellem, siendo la primera miembro no-blanca del gabinete noruego en su historia.

### El "asunto Ombudsman"
Apenas cuatro meses después de asumir como ministra, Ramin-Osmundsen se vio obligada a renunciar a su cargo, en relación con el nombramiento del nuevo Ombudsman de los Niños. El entonces representante, Reidar Hjermann, esperaba ser nombrado en un nuevo período de cuatro años para todos los ombudsman de entonces. Sin embargo, Ramin-Osmundsen decidió entregarle el cargo a la abogada Ida Hjort Kraby. Pronto surgieron rumores sobre si esto se debía a que Hjermann era una figura demasiado molesta para el gobierno (ya que lo había criticado públicamente en numerosas ocasiones). A medida que este rumor se desvanecía, surgió una nueva cuando los medios de comunicación descubrieron que Kraby y Ramin-Osmundsen era amigas muy cercanas, y ya se conocían desde la facultad de derecho, y asistían regularmente a algunas fiestas.
Aquello fue una clara violación a las reglas del gobierno, ya que se le pidió no debía nombrar a aquellos que mantenía relaciones cercanas. Luego de que emergieron estos rumores, el Storting dio pasó a una investigación formal sobre el asunto.
A pesar de que en un principio negó estos informes y entregó más detalles sobre la controversia, posteriormente admitió que eran amigas íntimas, y que pertenecían a un reducido grupo de abogadas que residían en el próspero West End, en Oslo. Luego de que el Primer ministro Jens Stoltenberg le reiterara la gravedad del asunto, Ramin-Osmndsen renunció a su cargo el 14 de febrero de 2008. Kraby renunció a su cargo incluso antes de asumir, y el cargo retorno hacia Hjermann.

## Vida privada
Nacida en Francia, Ramin-Osmundsen se mudó a Noruega en 1991, y obtuvo la ciudadanía noruega a comienzos de octubre de 2007, dos semanas antes de ser nombrada Ministra. Ella está casada Terje Osmundsen, empresario y expolítico del Høyre.